# Dahlbruch
Dahlbruch is een plaats in de Duitse gemeente Hilchenbach, deelstaat Noordrijn-Westfalen, en telt 3890 inwoners (2006).

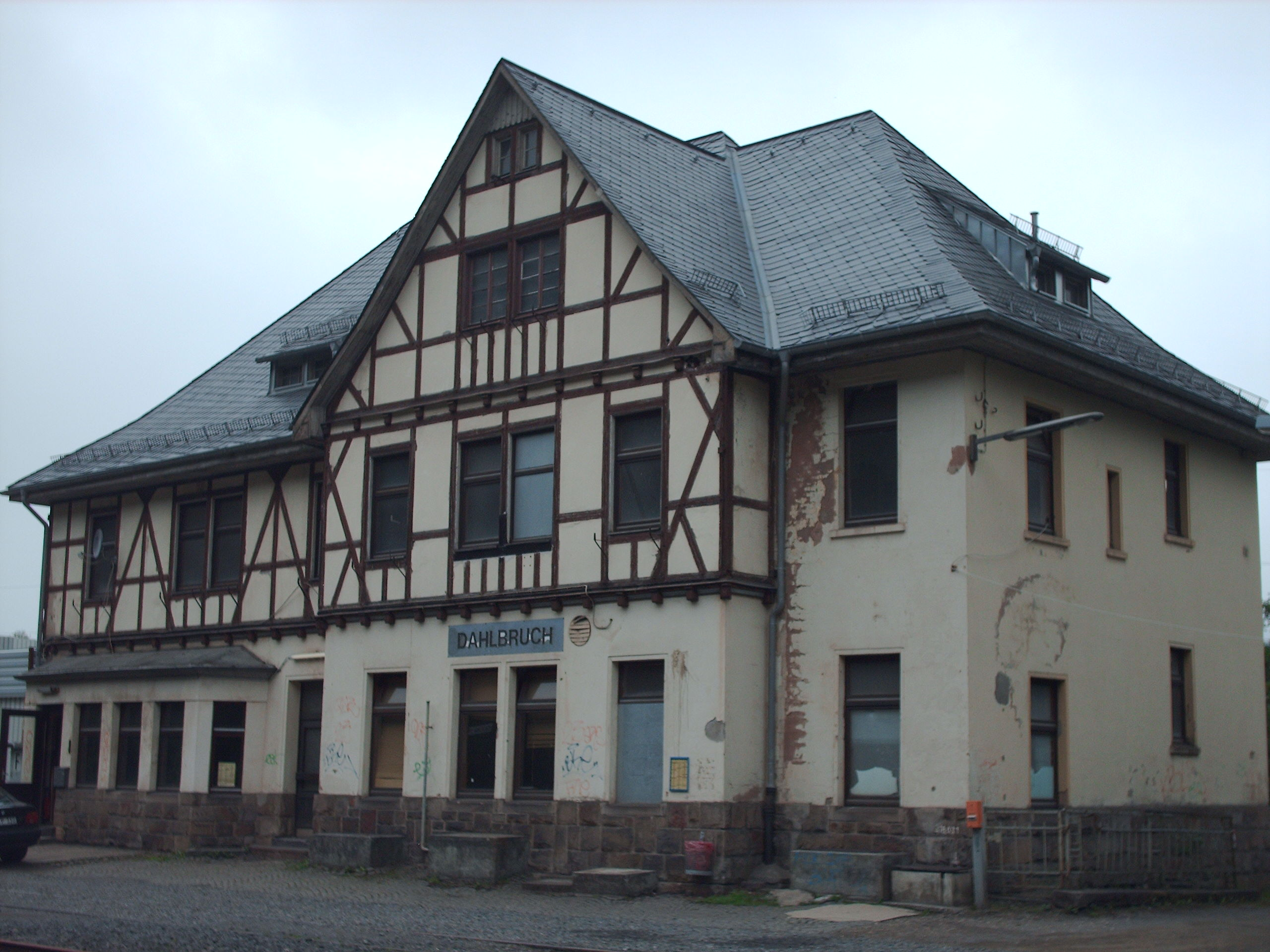
Station